# Кучерук, Николай Герасимович
Николай Герасимович Кучерук (укр. Микола Герасимович Кучерук; род. 29 мая 1960, село Дермань, Здолбуновский район, Ровненская область, УССР, СССР) — украинский политик и предприниматель. Народный депутат Украины. Член партии Всеукраинское объединение «Батькивщина» с 2005 года.

## Образование
С 1977 по 1978 год учился в Ровенском техническом училище. В 1993 году окончил экономический факультет Киевского национального университета пищевых технологий по специальности «инженер-экономист», квалификация «Экономика и организация производств пищевой промышленности».

## Карьера
Трудовую деятельность начал в 1978 году токарем завода «Серп и молот» в городе Харьков.
С 1978 по 1981 год проходов службу в рядах Советской Армии.
С 1981 по 1982 год работал наладчиком-автоматчиком завода тракторных запчастей в Ровно, с 1982 по 1983 год — токарем ПМК-178 в г.Костополь, с июня по декабрь 1983 года — токарем Костопольского завода продтоваров, с декабря 1983 по 1988 год — механиком этого завода.
С 1988 по 1999 год работал главным инженером Костопольского завода продтоваров. В 1999 году на общем собрании акционеров был избран директором акционерного общества «Костопольский завод продтоваров».
С 2005 года является членом политической партии Всеукраинское объединение «Батькивщина». В 2006 году избран депутатом Ровенского областного совета от Блока Юлии Тимошенко. Был председателем постоянной комиссии областного совета V созыва по вопросам развития предпринимательства и привлечения инвестиций, руководителем фракции БЮТ в областном совете. В 2010 году повторно избран по одномандатному избирательному округу № 20 (Костопольский район) от Всеукраинского объединения «Батькивщина».
На парламентских выборах 2012 года избран народным депутатом Украины по избирательному округу № 156 (центр — город Сарны). За него проголосовало 29 615 избирателей (32,17%). В Верховной Раде стал заместителем Председателя Комитета по вопросам предпринимательства, регуляторной и антимонопольной политики.

## Семья
Жена Надежда Ивановна (1960). Дочери Татьяна (1985) и Мария (2010).

## Награды
Присвоено звание «Заслуженный работник промышленности Украины» (2003). Орден Святого Равноапостольного Князя Владимира III и II степени, орден Нестора Летописца. Почетный гражданин Костополя (2009).